# Cap Beddouza
Le cap Beddouza (cap Cantin pendant le Protectorat) est un cap de la côte du Maroc, sur l'océan Atlantique. 
Il s'agit de l'ancien Atlas minor franchi par Hannon le Navigateur.